# Gokushufudou
Gokushufudou (極主夫道) és una sèrie de manga japonesa escrita i il·lustrada per Kousuke Oono. Publicat a la revista de manga en línia Kurage Bunch des del 2018, Gokushufudou segueix un exmembre de la yakuza que es retira del crim per convertir-se en marit de casa.
La sèrie va ser adaptada a live-action per Nippon TV el 2020. Una sèrie d'animació original de Netflix (ONA) produïda per J.C.Staff es va emetre d'abril a octubre de 2021. Una segona temporada s'estrenarà el gener de 2023.

## Argument
Tatsu l'Immortal és un ex-yakuza que ha renunciat a la violència per convertir-se en un home honest, però encara és possible que un marit devot que es queda a casa es trobi en alguns problemes.

## Personatges
Tatsu (龍)
Veu: Kenjiro Tsuda (anime i vídeo promocional), Hiroshi Tamaki (drama)
Un antic cap de la yakuza que aplica l'habilitat i la intensitat que posseïa com a criminal a les tasques domèstiques i com a amo de casa.
Miku (美久)
Veu: Maaya Sakamoto (vídeo promocional), Shizuka Itō (anime), Haruna Kawaguchi (drama)
Una dissenyadora centrada en la carrera amb una forta ètica de treball i la dona d'en Tatsu. En secret és una otaku, obsessionada amb els animes maho shojo.
Masa (雅)
Veu: Kenichi Suzumura (vídeo promocional), Kazuyuki Okitsu (anime), Jun Shison (drama)
Un sequaç de l'antiga banda d'en Tatsu. Sovint, sense voler-ho, acaba ajudant en Tatsu en les seves tasques i encàrrecs.
Torajirō (虎二郎)
Veu: Yoshimasa Hosoya (anime i vídeo promocional), Kenichi Takitō (drama)
Un antic cap de la yakuza. En Tatsu va desmantellar la seva banda mentre era a la presó, i ara és propietari d'un camió de menjar que ven creps. Encara té una gran rivalitat amb en Tatsu, fins i tot quan es tracta de tasques domèstiques.
Hibari Torii (酉井雲雀)
Veu: Atsuko Tanaka (anime), Izumi Inamori (drama)
Una antiga líder de la yakuza. Després de la dissolució de la seva banda, va començar a treballar en una botiga de queviures. Al live-action es diu Hibari Eguchi i està casada amb l'antic cap d'en Tatsu.
Gin (銀)
Veu: Yuki Kaji (drama), M.A.O (anime)
És el gat domèstic de la Miku i en Tatsu. Li encanta escapolir-se i explorar el veïnat, fer nous amics i parlar amb altres animals. En Tatsu el considera tercer en jerarquia per sota de la Miku i ell (en aquest ordre) i per sobre dels electrodomèstics.

## Productes

### Manga
Gokushufudou, escrit i il·lustrat per Kousuke Oono, es va publicar inicialment a la revista de manga en línia de Shinchosha Kurage Bunch com una sèrie limitada de cinc capítols del 23 de febrer al 23 de març de 2018, però es va fer tan popular que aviat en va arribar una serialització, a partir del 18 de maig del mateix any. Ha estat recollit en deu volums tankōbon per Shinchosha.
A la conferència de Kaji Manga del Saló del Manga de Barcelona de 2022, van anunciar que publicarien el manga en català. Van titular-lo Un yakuza de sa casa provisionalment.

### Vídeos promocionals
S'han produït diversos vídeos de còmics en moviment per promoure el llançament del tankōbon de la sèrie volums. En aquests vídeos Kenjiro Tsuda és la veu d'en Tatsu, Kenichi Suzumura és la veu d'en Masa, Yoshimasa Hosoya és la veu d'en Torajiro i Subaru Kimura és la veu d'en G-Goda.
El desembre de 2019, es va produir un vídeo promocional live-action e que adaptava escenes de Gkushufudou per commemorar que la sèrie havia assolit els 1,2 milions de còpies impreses. En aquest vídeo Tsuda reprèn el seu paper com a Tatsu i Maaya Sakamoto com a Miku. El vídeo promocional està codirigit per Tsuda i Hayato Yazaki.

### Drama televisiu
El 8 de juliol de 2020, Nippon TV va anunciar que adaptaria Gokushufudou a un drama de televisió live-action, que es va estrenar l'octubre de 2020. A la sèrie Hiroshi Tamaki fa d'en Tatsu. Està produïda per FINE Entertainment i té Tōichirō Rutō com a director i Manabu Uda com a guionista.
El 29 de juliol de 2021, Netflix va anunciar que una altra adaptació d'acció en directe, Goku kufūdō (極工夫道, 'l'enginy extrem de l'amo de casa'), s'estrenaria el 29 d'agost de 2021, protagonitzada per Kenjiro Tsuda fent d'ell mateix, el qual anteriorment havia fet la veu d'en Tatsu a l'adaptació a l'anime i als vídeos promocionals del manga. Una segona temporada es va estrenar el 7 d'octubre de 2021.

### Anime
Al Netflix Anime Festival del 26 d'octubre de 2020, es va anunciar una adaptació original de la sèrie d'animació en línia (ONA) de Gokushufudou. La sèrie està produïda per JCStaff i dirigida per Chiaki Kon, amb Susumu Yamakawa encarregant-se dels guions de la sèrie. Kenjiro Tsuda repeteix el paper de Tatsu dels vídeos promocionals del manga. La sèrie es va estrenar el 8 d'abril de 2021. Una segona part de la sèrie es va estrenar el 7 d'octubre de 2021. El tema d'obertura és "Shufu no Michi" (El camí de l'amo de casa), mentre que el tema final és "Gokushufukaidō" (L'autopista de l'amo de casa), tots dos interpretats per Uchikubigokumon-Dōkōkai. El 25 de setembre de 2022 se'n va anunciar una segona temporada a l'esdeveniment de Netflix Tudum Japan. S'estrenarà l'1 de gener de 2023.

### Pel·lícula
El 3 de novembre de 2021, Sony Pictures Entertainment Japan va anunciar una pel·lícula d'acció en directe que s'estrenarà l'estiu de 2022, amb Tōichirō Rutō que tornarà com a director. Hiroshi Tamaki, Haruna Kawaguchi, Jun Shison, Tamaki Shiratori, Naoto Takenaka, Izumi Inamori, Kenichi Takitō, Yūta Furukawa, Junpei Yasui, Tina Tamashiro, MEGUMI i Michiko Tanaka també tornaran com els seus personatges del drama televisiu. El 24 de febrer de 2022, es va revelar que Kōtarō Yoshida com a Kondō, Yumi Adachi com a Shiraishi-sensei, Marika Matsumoto com a Koharu, Kenta Izuka com a Yamamoto, Tomoko Fujita com a Katō, Kunito Watanabe com a Kazuma i Yua Shinkawa com a Kasumi es van unir al repartiment.

## Rebuda

### Crítiques
Gokushufudou ha estat ben rebut per les crítiques. A la ressenya del primer volum de la sèrie de Polygon, l'escriptora Julia Lee va qualificar Gokushufudou de "barreja perfecta de comèdia i acció" i "un manga agradable i ximple". Anime News Network va donar a la sèrie 4,5 sobre 5 estrelles, qualificant-la de "confiada i amb un ritme molt ben portat, amb un dibuix preciós i escenes còmiques que hi són quan hi han de ser". Per contra, Reuben Baron de Comic Book Resources va resumir la sèrie com una "premissa bonica, però sense ser gaire variada", tot i que va elogiar-ne la qualitat del dibuix.
La sèrie d'anime, tot i que inicialment era molt esperada, va ser molt criticada per la seva animació limitada, que s'assemblava més a un còmic en moviment que a un anime. A la versió xinesa que es va emetre a bilibili, els tatuatges es van eliminar completament a causa de la censura televisiva a la Xina.

### Vendes
El desembre de 2019 es van imprimir 1,2 milions d'exemplars de Gokushufudou. Al rànquing de vendes d'Oricon, el primer volum de Gokushufudou havia venut 95.637 còpies a setembre de 2018, mentre que el segon volum havia venut 143.051 còpies a gener de 2019.

### Premis
| Any  | Premi                                | Institució o publicació                                                        | Resultat     | Ref.   |
| ---- | ------------------------------------ | ------------------------------------------------------------------------------ | ------------ | ------ |
| 2018 | Millor sèrie                         | Rànquing de Còmics de Pixiv                                                    | Guanyador    | [ 34 ] |
| 2018 | Millor sèrie de comèdia              | Rànquing de Còmics de Pixiv                                                    | Guanyador    | [ 34 ] |
| 2018 | Millor manga web                     | Next Manga Award                                                               | Subguanyador | [ 35 ] |
| 2018 | Rànquing anual                       | Elecció general de mangues web                                                 | Novè lloc    | [ 36 ] |
| 2018 | Rànquing anual                       | Còmics recomanats pels treballadors de les llibreries d'arreu del país de 2018 | Segon lloc   | [ 37 ] |
| 2019 | Millor sèrie per a lectors masculins | Kono Manga ga Sugoi!                                                           | Vuitè lloc   | [ 38 ] |
| 2020 | Millor publicació d'humor            | Premi Eisner                                                                   | Guanyador    | [ 39 ] |